# Campsicnemus gloriamontis
Campsicnemus gloriamontis är en tvåvingeart som beskrevs av Neal L. Evenhuis 2000. Campsicnemus gloriamontis ingår i släktet Campsicnemus och familjen styltflugor. Inga underarter finns listade i Catalogue of Life.